# Powiat Tost-Gleiwitz
Powiat Tost-Gleiwitz (niem. Kreis Tost-Gleiwitz, pol. powiat toszecko-gliwicki), do około 1820 roku powiat Tost (niem. Kreis Tost; pol. powiat toszecki) – niemiecki powiat istniejący w latach 1743–1945 na terenie prowincji Śląsk.
W latach 1743–1841 siedzibą powiatu był Toszek, 1841–1869 Gut Kamienietz, a 1869–1945 Gliwice.

## Historia
Powiat powstał w 1743 roku. Po podziale prowincji Śląsk w 1816 roku powiat Tost-Gleiwitz włączono do rejencji opolskiej. W latach 1820. utrwalił się nazwa Tost-Gleiwitz, wcześniej nazywany powiatem toszeckim (Kreis Tost).
W 1818 roku z części powiatów Tost-Gleiwitz, Pleß i Ratibor utworzono nowy Rybnik. 
W 1897 roku z powiatu wydzielono miasto Gliwice, które utworzyło odrębny powiat miejski.
W 1910 roku powiat obejmował 197 gmin o powierzchni 879,98 km² zamieszkanych przez 80.515 osób.
Po plebiscycie na Górny Śląsku w 1922 roku powiat prawie w całości pozostał w Niemczech. Jedynie gminy jednostkowe Gierałtowice i Przyszowice oraz obszary dworskie Gierałtowice i Przyszowice weszły w skład II Rzeczypospolitej i utworzonego tam województwa śląskiego, gdzie zostały włączone do powiatu rudzkiego.
Podczas II wojny światowej powiat włączono do rejencji katowickiej, obejmującej również okupowane ziemie polskie. W 1945 roku terytorium powiatu zajęła Armia Czerwona i cały powiat znalazł się on pod administracją polską.